# 鎌ヶ峰
鎌ヶ峰（かまがみね）は、飛騨山脈乗鞍岳の南方にある長野県と岐阜県の境界にある標高2,121 mの山。

## 概要
クマザサにおおわれた藪山。整備された登山道はない。ぎふ百山に選定されている。
名前の由来は、山の形が釜を伏せたような形からきているが、いつのまにか「釜」が「鎌」に変わってしまって山名となった。乗鞍岳との間に野麦峠、御嶽山との間に長峰峠がある。飛騨川、木曽川の支流である西野川、梓川の支流である奈川などの源流の山で、日本の中央分水界の山である。山頂には、二等三角点が設置されている。
国土地理院の日本の主な山岳標高の一覧では、鎌ヶ峰までが「飛騨山脈南部」とされている。ちなみに、南の御嶽山は「御嶽山とその周辺」と記され、御嶽山系とされている。

## 周辺の小屋
- 野麦峠お助け小屋（宿泊不可）

## 周辺の山
- 乗鞍岳
- 鉢盛山
- 御嶽山